# La valorosa Téméraire
La valorosa Téméraire trainata al suo ultimo ancoraggio per essere demolita, 1838 (The Fighting Temeraire tugged to her last berth to be broken up, 1838) è un dipinto a olio su tela (90,7x121,6 cm) di William Turner, databile al 1838-1839 e conservato nella National Gallery di Londra.

## Storia

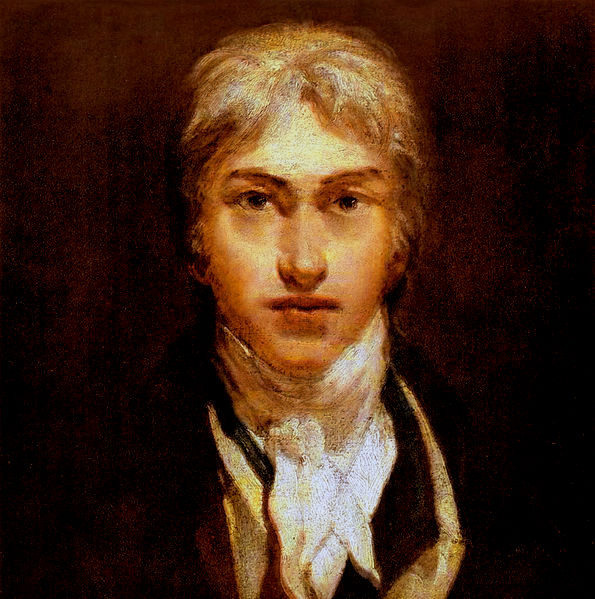
William Turner, Autoritratto (1798); olio su tela, 72.5×58 cm, Tate Britain

Quando si accinse a dipingere questo quadro, Turner era all'apice della carriera, poiché aveva esposto più volte sue opere alla Royal Academy. Iniziava a essere apprezzato il suo modo di trattare il paesaggio come un genere alla pari dei temi storici tradizionali, capace di ispirare la mente e gli animi degli osservatori. In effetti, quando La valorosa Téméraire fu esposta alla Royal Academy nel 1839 riscosse uno sfolgorante successo: tra gli ammiratori più ardenti vi fu William Makepeace Thackeray, scrittore inglese che definì l'opera «il dipinto più superbo mai apparso sulle pareti di un'Accademia, o proveniente dal cavalletto di qualsiasi pittore».
La tela incontrò anche il favore del Morning Chronicle, secondo cui «nella sua sorprendente rappresentazione Turner ha appagato il suo amore per i colori forti e fortemente contrastanti con gran gusto e proprietà» (7 maggio 1839) e persino il Blackwood's Magazine, storico detrattore dell'opera di Turner, si espresse in termini positivi: «È un'opera di grande effetto e sentimento, e degna di Turner quando era Turner» (luglio-dicembre 1839). Ad accompagnare La valorosa Téméraire vi erano alcuni versi della poesia Ye Mariners of England di Thomas Campbell:
Non più la possiede.»
Turner custodì l'opera nel proprio atelier, sito destinato al godimento intellettuale e certamente utilizzato dall'artista come vetrina per i potenziali acquirenti. Turner, in effetti, fu molto restio a separarsi da La valorosa Téméraire: all'editore di stampe artistiche Joseph Hogarth, cui prestò la tela nel 1844, scrisse che «né il denaro né alcuna forma di adulazione possono indurmi a prestare di nuovo il mio tesoro ...». Nel 1848 arrivò persino a rifiutare un'offerta di cinquemila sterline: era sua intenzione, infatti, destinare l'opera alla fruizione dell'intera nazione britannica. Dopo la sua morte, e numerose trattative con gli eredi, La valorosa Téméraire nel 1956 giunse nella National Gallery di Londra, dov'è da allora esposta nella sala n. 40, in «eccellente stato di conservazione».

## Descrizione
La Téméraire, nave da guerra a novantotto cannoni, era stata varata nel 1798 ed era stata la nave vittoriosa alla battaglia di Trafalgar, nel 1805, quella che aveva difeso dal fuoco francese la nave bandiera HMS Victory di Lord Nelson. Rimase in servizio fino al 1838, quando fu dismessa e trainata lungo il Tamigi da Sheerness a Rotherhithe, per essere demolita.

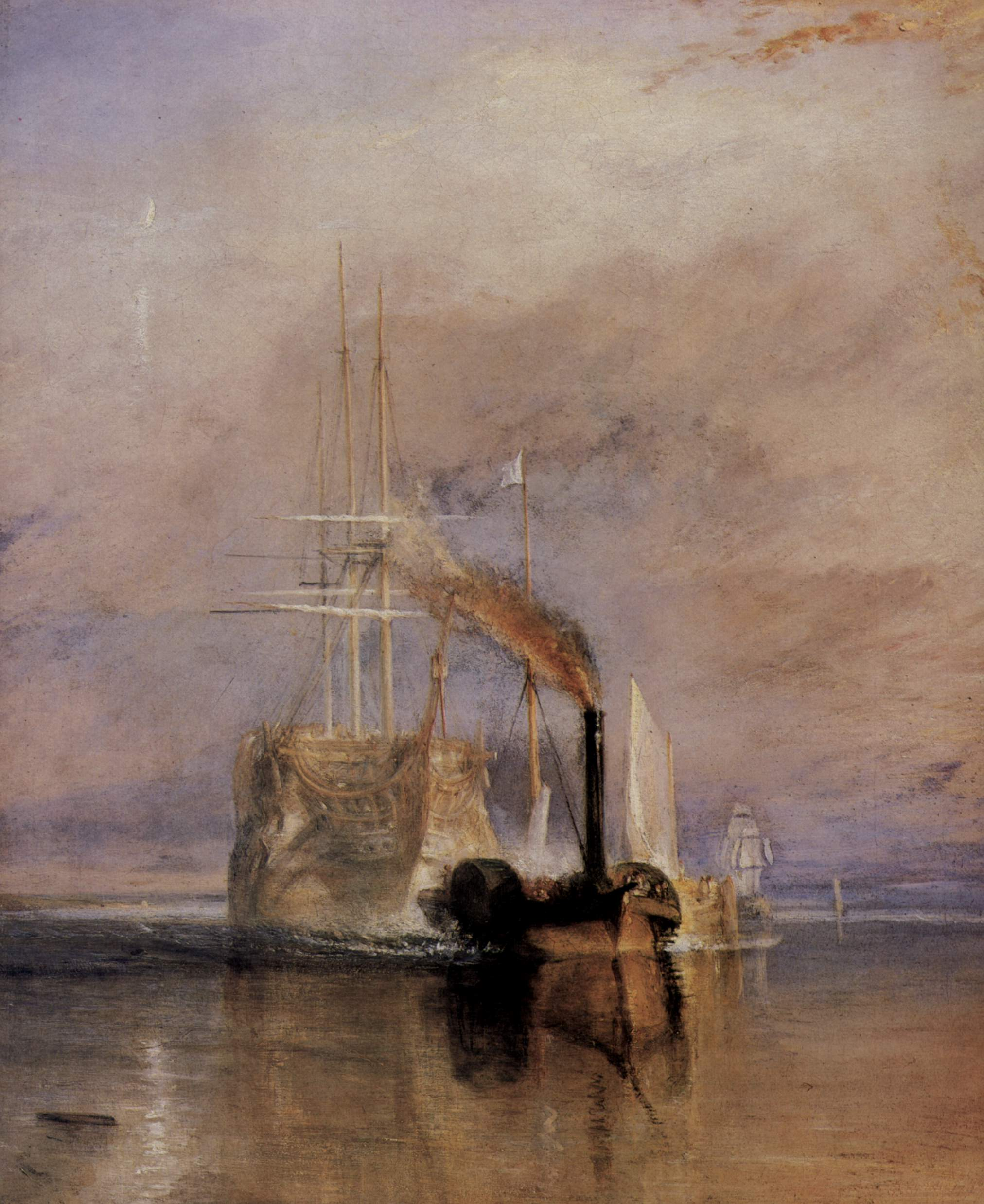
La valorosa Téméraire, dettaglio

Turner sceglie di raffigurare proprio il momento in cui la Temeraire, immersa nella luce intensa di un tramonto infuocato, solca lentamente e silenziosamente le acque del Tamigi, trainata da un rimorchiatore, in attesa di essere distrutta. Sappiamo che si tratta del suo ultimo viaggio grazie alla presenza del vessillo bianco, issato sul pennone in sostituzione della maestosa Union Jack: si tratta del simbolo di una resa sublime e dignitosa e, allo stesso tempo, del tramonto della gloriosa tradizione della navigazione a vela, che si apprestava a lasciare spazio alle nuove imbarcazioni a vapore.
È importante notare che il principale interesse dell'artista non era narrare con precisione l'evento storico, bensì trasmettere una sensazione all'osservatore, evocare un sentimento. È per questo motivo che il dipinto presenta varie incongruenze: ad esempio, nella realtà la nave era priva di alberi (da quando utilizzata come una nave-magazzino e il suo legname venduto all'asta) ed era diretta verso ovest (e non viceversa). Oltre alla bandiera bianca, della quale abbiamo già parlato, Turner si è concesso un'altra licenza: nel dipinto, infatti, troviamo un solo rimorchiatore, mentre nella realtà ve ne erano due. Inoltre il nome dell'imbarcazione era Saucy Temeraire (dove saucy stava a significare monella, sbarazzina), come era chiamata dal suo equipaggio: l'appellativo «Fighting» (combattente) fu scelto dall'artista proprio perché più evocativo.
Ciò che colpisce è la straordinaria colorazione del cielo al tramonto, un tributo e, al tempo stesso, un parallelo al destino della vecchia nave da guerra, che appare imbiancata, come incanutita, e pallida come un fantasma, ma con tocchi dorati che ne ricordano l'eroico passato. Tali caratteristiche sono ancora più evidenti al confronto con il più scuro e «giovane» rimorchiatore a vapore, che appare come una losca e informe massa nera che traina il romantico vascello verso il suo ineluttabile destino.
Numerosi bagliori accendono il cielo di rosso, in riferimento al sangue inglese versato nella battaglia di Trafalgar, mentre il sole cala all'orizzonte, creando un gorgo di nubi colorate che si specchiano nel mare. Tali effetti sono ottenuti con tocchi densi di colore, sia col pennello che col mestichino, che danno un effetto sfolgorante, soprattutto da lontano. Il mare trascolora attraverso varie gamme di blu, arancio e rosso ed è estremamente trasparente: i suoi riflessi sono accentuati dal chiarore della falce lunare che appare nel cielo. Un'altra piccola vela bianca, infine, solca lo specchio d'acqua.
Al contrario nel dipingere la nave e il suo complesso sartiame l'artista usò una tecnica più tradizionale e precisa. Si tratta di uno dei dipinti meglio conservati dell'artista, grazie all'uso di una tecnica a olio tradizionale, senza effetti sperimentali che, in quanto più instabili, tendono a deteriorarsi più facilmente col tempo. Per creare il cielo l'artista fece una base con uno smalto sottile che, una volta asciutto, è stato acceso da pennellate spesse di colori opachi (tra cui giallo e arancione chiari), in maniera irregolare e via via a intervalli maggiori rispetto all'area di maggior luce. Effetti speciali si possono poi notare nell'acqua alla base del rimorchiatore, dove piccole pennellate chiare e irregolari danno l'effetto dell'acqua increspata.
Come nelle altre opere paesaggistiche di Turner qui si denota un aspetto onirico (tipico dei sogni) realizzato tramite un consapevole utilizzo dei colori e della luce che sfumano la realtà facendo apparire gli elementi del quadro poco nitidi e legati piuttosto al sentimento dell'artista.